# Лемотешть
Лемотешть, Лемотешті (рум. Lămotești) — село у повіті Вранча в Румунії. Входить до складу комуни Мілковул.
Село розташоване на відстані 163 км на північний схід від Бухареста, 6 км на південний схід від Фокшан, 66 км на північний захід від Галаца, 127 км на схід від Брашова.

## Населення
За даними перепису населення 2002 року у селі проживали 848 осіб, усі — румуни. Усі жителі села рідною мовою назвали румунську.